# سيريل لي
سيريل لي (بالإنجليزية: Cyril Lea)‏ (5 أغسطس 1934 في المملكة المتحدة - ) هو مدرب كرة قدم ولاعب كرة قدم بريطاني في مركز نصف الجناح. شارك مع منتخب ويلز لكرة القدم. أما مع النوادي، فقد لعب مع إيبسويتش تاون ونادي ليتون أورينت وBradley Rangers F.C. ‏.

## وصلات خارجية
- سيريل لي على موقع قاعدة بيانات كرة القدم.إي يو (الإنجليزية)